# II Liceum Ogólnokształcące im. Konstantego Ildefonsa Gałczyńskiego w Olsztynie
II Liceum Ogólnokształcące im. Konstantego Ildefonsa Gałczyńskiego w Olsztynie – publiczna szkoła ponadpodstawowa, mieszcząca się przy ulicy Małłków, istniejąca od 1873 roku i będąca pierwszą szkołą średnią na terenie Olsztyna po 1945 roku.

## Historia
Za początek historii szkoły uznaje się 1873 rok, kiedy to powstała Miejska Szkoła Żeńska przy pl. Jedności Słowiańskiej. W 1888 roku szkołę przeniesiono do nowego budynku przy ulicy Wyzwolenia 3. W 1908 roku nadano jej rangę szkoły średniej. Do roku 1945 nazywano ją na cześć królowej pruskiej z czasów napoleońskich „Luisenschule”, ale od 1924 r. otrzymała oficjalną nazwę Miejskiego Wyższego Liceum (Städtisches Oberlyzeum). Według danych z 1935 roku w szkole uczyło się 300 uczennic i pracowało 19 nauczycieli (9 mężczyzn i 10 kobiet). Ukończenie szkoły skutkowało otrzymaniem tzw. małej matury.
W czasie II wojny światowej w budynku szkoły mieścił się szpital.
Po zakończeniu walk w ramach projektu „Sercem przy Mazurach” powstało I Gimnazjum Żeńskie na Ziemiach Odzyskanych po II wojnie światowej, które otwarto 4 września 1945 roku i umiejscowiono, podobnie jak przed wojną, w gmachu u zbiegu ulic: Marii Curie-Skłodowskiej i Wyzwolenia. W pierwszym roku po wojnie w szkole uczyło się 212 uczennic, które odbywały zajęcia w 4 klasach gimnazjalnych i 8 oddziałach. Szkoła rozwijała się mimo trudności administracyjnych, braku sprzętu i pomocy szkolnych oraz niedoboru kadry nauczycielskiej, między innymi dzięki pomocy ze Stanów Zjednoczonych.
W roku 1945 powstały w szkole pierwsze organizacje młodzieżowe, a od 1946 rozpoczęły pracę Kursy Spółdzielcze. W roku 1946 otworzono w szkole sklepik, a w 1947 pierwszą świetlicę. Od 1946 r. w szkole funkcjonował samorząd szkolny, drużyna ZHP i koło PCK. 24 stycznia 1948 r. w katedrze św. Jakuba dokonano poświęcenia sztandaru i nadano szkole imię Wojciecha Kętrzyńskiego. W roku 1948, w związku z reformą oświatową, na miejscu dotychczasowego gimnazjum utworzono tzw. szkołę jedenastoletnią, do której uczęszczały uczennice w wieku od 7 do 18 lat.
Od 1995 r. działa teatr szkolny pod nazwą „Teatr Nieskromny”, który zdobył trzecie miejsce w konkursie na XVII Płośnickim Lecie Teatralnym i zwyciężył w olsztyńskim IV Przeglądzie Małych Form Scenicznych w kategorii szkół ponadgimnazjalnych.
Od 1996 r. działa w liceum Szkolny Klub Europejski „Nasza Europa”, którego opiekunem i założycielem jest nauczyciel geografii, Andrzej Ciesielski. Członkowie klubu regularnie uczestniczą w Model United Nations (MUN) – Symulowanych Obradach ONZ. Zakres działalności klubu obejmuje również uczestnictwo w obradach Parlamentu Europejskiego w Strasburgu oraz członkostwo w projekcie PEACE (AIESEC).

## Dyrektorzy szkoły
- 1945–1951 – I. Pietrzak-Pawłowska
- 1952–1953 – J.Kujawski
- 1953–1954 – J.Dąbrowski
- 1954–1955 – J.Chyla
- 1955–1955 – J.Matuszewski
- 1955–1957 – J.Bielikowicz
- 1957–1959 – L.Bednarska
- 1960–1970 – A.Piątkowski
- 1970–1990 – R.Baranowski[2]
- 1990–2000 – J.Kiszkurno
- 2000–2007 – M.Sadowski
- 2007-2012 – P.Jurecki
- od 2012 – K. Wiśniewski

## Znani nauczyciele
- Włodzimierz Kowalewski – polonista i polski pisarz trzykrotnie nominowany do nagrody NIKE[3][4][5]

## Absolwenci (m.in.)
- Beata Bublewicz – poseł na Sejm RP V i VI kadencji[6]
- Andrzej Friszke – profesor historii, pracownik PAN, autor książek o historii najnowszej[7]
- Jacek Jezierski – biskup diecezjalny diecezji elbląskiej archidiecezji warmińskiej[8]
- Grażyna Langowska – posłanka na Sejm X i III kadencji, kurator oświaty w Olsztynie[9]
- Marek Minakowski – filozof, historyk i genealog[10]
- Piotr Obarek – artysta plastyk, dziekan Wydziału Sztuki Uniwersytetu Warmińsko-Mazurskiego w Olsztynie[11]
- Piotr Piaszczyński – poeta, eseista, krytyk literacki, tłumacz[potrzebny przypis].
- Wacław Radziwinowicz – dziennikarz, korespondent „Gazety Wyborczej” w Moskwie[11]
- Wojciech Reszczyński – dziennikarz[11]
- Krystyna Świątecka – wokaliska, nauczycielka muzyki
- Dariusz Toczek – aktor[10]
- Stanisław Zawiśliński – dziennikarz, publicysta, scenarzysta filmowy, wydawca[11]
- Wojciech Żołądkowicz – aktor[12]
- Przemysław Borkowski – twórca kabaretowy i poeta, współtwórca Kabaretu Moralnego Niepokoju[13]